# شنشا
قرية شنشا هي إحدى القرى التابعة لمركز أجا في محافظة الدقهلية في جمهورية مصر العربية. حسب إحصاءات سنة 2006، بلغ إجمالي السكان في شنشا 4034 نسمة، منهم 1996 رجل و2038 امرأة.

## التاريخ
قرية شنشا من القرى القديمة، واسمها الأصلي وقت الفتح الإسلامي لمصر ساناشو (بالإنجليزية: Psanascho)‏، وقد وردت باسم شنشا في أعمال المرتاحية ضمن قرى الروك الصلاحي التي أحصاها ابن مماتي في كتاب قوانين الدواوين، كما وردت باسم شنشا في أعمال الدقهلية والمرتاحية ضمن قرى الروك الناصري التي أحصاها ابن الجيعان في كتاب «التحفة السنية بأسماء البلاد المصرية». وفي العصر العثماني كان اسمها في تربيع سنة 933هـ/1527م الذي أجراه الوالي العثماني سليمان باشا الخادم في عصر السلطان العثماني سليمان القانوني شنشا ضمن قرى ولاية "الدقهلية"، وفي تاريخ 1228هـ/1813م الذي عدّ قرى مصر بعد المسح الذي قام به محمد علي باشا باسم شنشا ضمن قرى مديرية الدقهلية.